# Zaid ibn Shaker

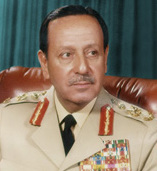
Zaid ibn Shaker

Zaid ibn Shaker (arabisch زيد بن شاكر, DMG Zaid b. Šākir; * 4. September 1934 in Amman; † 30. August 2002 ebenda) war jordanischer Feldmarschall, Befehlshaber der jordanischen Streitkräfte im Sechstagekrieg und mehrfach Ministerpräsident von Jordanien.   
Der Cousin des Königs Hussein I. nahm 1951 ein Studium am Victoria-College in Alexandria auf. 1955 setzte er seine Ausbildung an der Royal Military Academy Sandhurst fort. 1964 folgte ein Studium am Generalstabscollege in Leavenworth in den USA. Zaid ibn Shaker sprach fließend arabisch, englisch, französisch und spanisch. 1957/58 war er Assistent des Militärattachés an der jordanischen Botschaft in London. 1963 wurde Schaker zum Kommandeur des 1. Infanterieregiments befördert. Ab 1964 befehligte er als Oberstleutnant eine Panzerbrigade. Im Sechstagekrieg von 1967 führte er die Streitkräfte seines Landes. Am 5. März 1973 wurde er Generalstabschef und Berater des Königs. Im Juni 1987 wurde er zum Marschall ernannt. Er war vom 27. April 1989 bis 4. Dezember 1989, vom 21. November 1991 bis 29. Mai 1993 sowie vom 7. Januar 1995 bis 4. Februar 1996 Ministerpräsident von Jordanien. 